# Chester Morse Lake
Der Chester Morse Lake ist eigentlich ein natürlicher See (ursprünglich Cedar Lake genannt) im oberen Einzugsgebiet des Cedar River im King County im US-Bundesstaat Washington. Der Seespiegel lag ursprünglich bei 466 Metern über dem Meeresspiegel, wurde jedoch auf 475 m erhöht, als der Cedar River 1900 aufgestaut wurde. Der Chester Morse Lake ist mehr als 6 km lang und wird hauptsächlich vom North Fork und South Fork Cedar River (von Osten kommend) sowie vom Rex River (von Süden kommend) gespeist. Der See ist Teil der Wasserversorgung des Großraums Seattle.

## Geschichte
Im oberen Einzugsgebiet des Cedar River gelegen, wird der Chester Morse Lake durch einen gemauerten Damm gestaut; zusätzlich ist ein Überlaufkanal zur Steuerung gebaut worden. Der See dient heute als Wasserspeicher und treibt ein 30-Megawatt-Kraftwerk an.
Der natürliche Cedar Lake entstand vor etwa 14.000 Jahren durch Stau an einer Endmoräne, die von einem alpinen Gletscher geformt wurde, der von den Hochlagen der Kaskadenkette das Cedar River Valley abwärts reichte.

## Ökologie
Weil die Fischwanderung zum Chester Morse Lake stromauf durch die Cedar Falls blockiert wird, sind die flussab vorhandenen Fischpopulationen von denen im See isoliert. Die Populationen von Stierforelle und „Pygmäen-Weißfisch“ (Prosopium coulterii) sind so im Chester Morse Lake vor mindestens 13.000 Jahren von anderen Populationen getrennt worden und stellen heute einzigartige Genpools dieser Arten dar. Beide Populationen leben in den tieferen Regionen des Sees.
Der Spiegel des Chester Morse Lake schwankt jährlich durchschnittlich um etwa 20 ft (6,1 m). Die Überflutung der Flussdeltas von Cedar und Rex River hatte deutliche Auswirkungen auf die aquatischen und amphibischen Lebensräume. Änderungen in Management des Sees führten in den letzten 15 Jahren zu einem höheren Seespiegel und hatten einen Rückzug der Lebensgemeinschaften mit Seggen und Weiden im Delta zur Folge. Die Flutung der Flussbetten von Cedar und Rex River inner- und oberhalb des Deltas führte zur fortschreitenden Sedimentation, die negative Auswirkungen auf die Eier der Stierforellen haben können. Studien zur Untersuchung dieser Effekte sind in Arbeit.

## Weitere Seen im Einzugsgebiet

### Kleinere Seen im oberen Einzugsgebiet

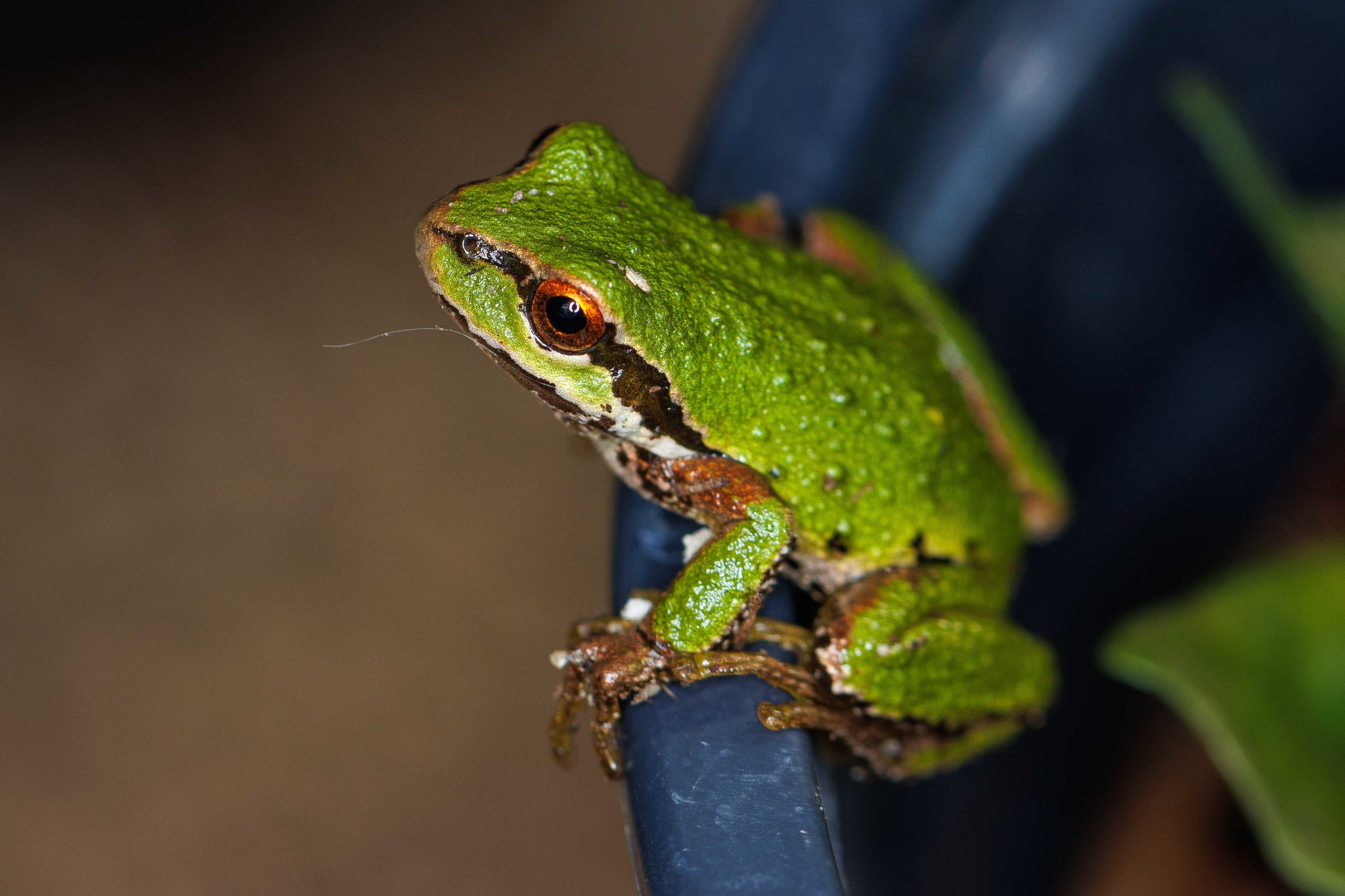
Pseudacris regilla

Oberhalb der Cedar Falls gibt es mehrere subalpine Seen, die in von alpinen Gletschern ausgeschürften Karen in den oberen Tälern vorkommen. Keiner dieser Seen wird von Fischen besiedelt, aber an allen kommen Amphibien vor, darunter Amerikanischer Kaskadenfrosch (Rana cascadae) und Nordwestlicher Querzahnmolch (Ambystoma gracile) sowie der in Washington als Wahrzeichen geführte „Pazifische Laubfrosch“ (Pseudacris regilla).
Der Findley Lake und sein Einzugsgebiet waren seit den frühen 1970er Jahren Orte intensiver wissenschaftlicher Erforschung, als sie als Untersuchungsstandorte des International Biological Program ausgewiesen wurden. Das Forschungsprogramm ist in den vergangenen Jahren ausgelaufen.

### Walsh Lake
Der Walsh Lake ist mit einer Fläche von 68 Acres (27,5 ha) der größte See im unteren Einzugsgebiet. Mit elf nachgewiesenen Arten hat er die höchste Diversität an Fischen unter allen Seen des Einzugsgebietes. Eine Population des Kokanee (der stationären Form des Rotlachses) lebt im Walsh Lake und laicht in seinem Hauptzufluss, dem Webster Creek. Forscher der University of Washington haben festgestellt, dass der Walsh Lake zu den letzten holomiktischen Seen des Tieflandes in der Puget Sound Region gehört.

### 14 Lakes
Die „14 Lakes“ bestehen aus fünf kleinen Seen von 0,4 Acres (0,16 ha) … 3,6 Acres (1,5 ha) Größe. (Sie sind nach ihrer Lage in Sektion 14 innerhalb des Gemeinde-Rang-Systems benannt.) Diese Seen liegen in Senken und sind möglicherweise als Toteisseen entstanden, als sich die großen Gletscher, die einst den Puget Sound bedeckten, während des Pleistozäns zurückzogen. Die Toteisseen entstanden aus großen „gestrandeten“ glazialen Eisblöcken, die durch ausgewaschene glaziale Sedimente verschüttet wurden, eine Senke hinterließen und dann schmolzen.
Keiner dieser Seen hat permanente Zu- oder Abflüsse. Die Wasserspiegel der 14 Lakes schwanken saisonal und zwischen einzelnen Jahren, abhängig von der Niederschlagsmenge und den Grundwasserzu- und -abflüssen. Weil Sträucher und Bäume bei den periodischen Schwankungen der Wasserhöhe sich nicht dauerhaft ansiedeln können, sind an den Ufern stark heterogene Gesellschaften krautiger Pflanzen zu finden, die an solche Bedingungen angepasst sind.
Aufgrund der Seltenheit der Lebensräume von Standgewässern in der umgebenden Landschaft bieten die 14 Lakes für die Region wichtige aquatische Habitate, insbesondere für Amphibien. Diese Seen sind ein wichtiger Rückzugsraum für Amphibienpopulationen im Gebiet, weil die 14 Lakes weder von Fischen noch von den nicht-indigenen Ochsenfröschen besiedelt wurden, welche Amphibien-Eier und -Larven fressen und so Amphibienpopulationen auch ausrotten können.